# Los Altitos
Los Altitos är en ort i Mexiko.   Den ligger i kommunen Doctor Arroyo och delstaten Nuevo León, i den centrala delen av landet, 500 km norr om huvudstaden Mexico City. Los Altitos ligger 1 938 meter över havet och antalet invånare är 114.
Terrängen runt Los Altitos är huvudsakligen kuperad, men åt nordväst är den platt. Runt Los Altitos är det mycket glesbefolkat, med 5 invånare per kvadratkilometer. Närmaste större samhälle är Doctor Arroyo, 7,8 km nordväst om Los Altitos. Omgivningarna runt Los Altitos är i huvudsak ett öppet busklandskap.